# 16e régiment de dragons
Pour les articles homonymes, voir 16e régiment.
Le 16e régiment de dragons (abrégé 16e RD ou 16e dragons), est une unité de cavalerie de l'Armée française, acutellement dissoute.
Il est créé sous la Révolution à partir du régiment d'Orléans dragons, un régiment de cavalerie français d'Ancien Régime.
Dissous à la fin du Premier Empire, il est recréé en 1871 à partir du 4e régiment de lanciers. Il combat pendant la Première Guerre mondiale et est dissous en 1928. En juin 1940, à la fin de la  bataille de France, il est remis sur pied pendant quelques jours comme régiment de dragons portés. Formé une dernière fois de 1952 à 1977 comme régiment de chars, il participe à la guerre d'Algérie de 1955 à 1962.

## Création et différentes dénominations
- 1er avril 1718 : création du régiment d'Orléans dragons
- 1791 : 16e régiment de dragons
- 1814 : dénommé 11e régiment de dragons
- 1815 : 16e régiment de dragons
- 1815 : dissous après les Cent-Jours
- 1871 : 16e régiment de dragons, à partir du 4e régiment de lanciers
- 1929 : dissous
- 1940 : 16e régiment de dragons portés (16e RDP) puis dissolution
- 1952 : 16e régiment de dragons
- 31 août 1977 : dissous

## Colonels/chef-de-brigade
Ce régiment a le Régent d'Orléans pour premier mestre de camp propriétaire.
- 1786 : Vicomte de Montboissier, remplacé en
- 1788 : Marquis de Champcenetz de Richebourg
- 1791 : Colonel Agathon Pinot du Petit-Bois (*)
- 1792 : Colonel Antoine Edme Adam de Barbazan (*)
- 1805 : Colonel François Marie Clément de La Roncière[1]
- 1806 - 1809 : colonel Sébastien Vial, tué à la bataille d'Ocaña[2]
- 1810 : Colonel Grouvel (**)
- 1815 : Colonel Louis Charlemagne Prevost[3]
- (dissous)
- 1871 : colonel Féline
- 1874 : Colonel Hippolyte Rouher
- 1877 : colonel Zeude
- 1882 : colonel Rothwiller
- 1887 : colonel Treymüller
- 1893 : colonel Auvity
- 1895 : colonel de Villars
- 1898 : Colonel Got
- 1907-1911 : Colonel Beaudemoulin, adjoint lieutenant-colonel Septime de Dampierre (1853-1922)
- 1914 : Colonel Cochin

(*) Officier qui devint par la suite général de brigade.
(**) Officier qui devint par la suite général de division.

## Historique des garnisons, combats et batailles du16erégimentde dragons

### Ancien Régime
Le régiment d’Orléans-Cavalerie est créé en 1718, formé avec des compagnies franches et des compagnies provenant de régiments réformés et reste jusqu’en 1791 dans la maison d’Orléans, année pendant laquelle il devient le 16e régiment de dragons. Le régiment depuis sa création a combattu pendant la guerre de Succession de Pologne d’Autriche et pendant la guerre de Sept Ans.

### Guerres de la Révolution et de l'Empire

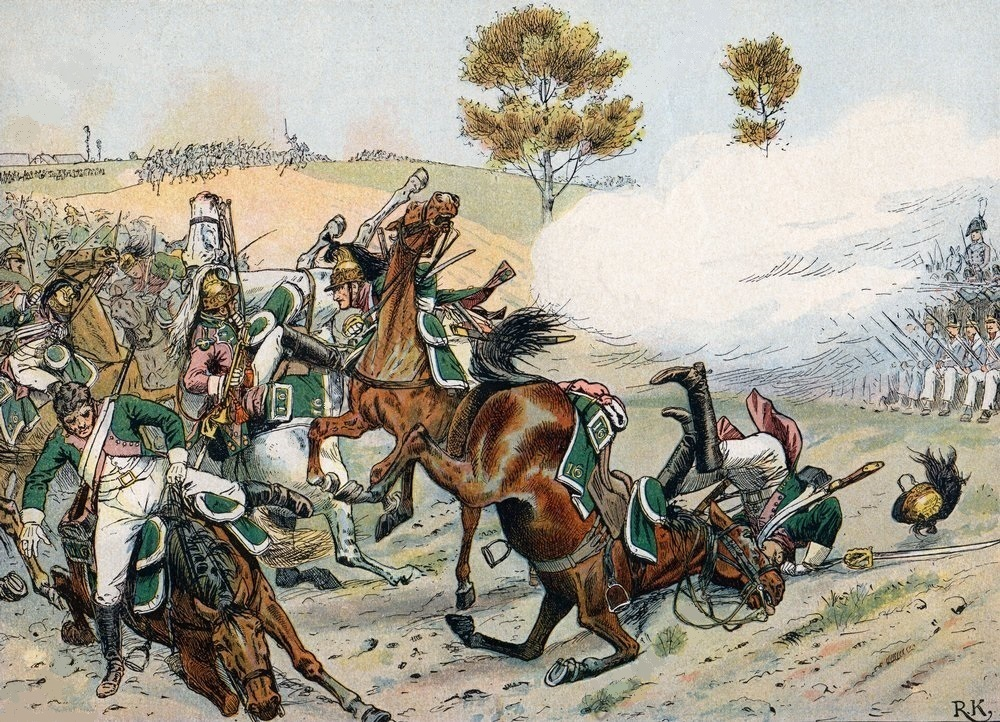
Par Knotel : Combat de Prenzlau du 28 octobre 1806.

- 26 mai 1799 : À l'Armée de Naples. Commandant en chef : général Macdonald, division Rusca, général de brigade : Kellermann, le 16e régiment de dragons est à 490 h.
- 1804-1805 (an XIII) basé à Soissons
- 1805
  - 2 décembre 1805 : Bataille d'Austerlitz dans la 3e division de dragons, commandée par le général de division Beaumont (absent pour maladie remplacé par le général de brigade Boyé), 2e brigade (général de brigade Nicolas-Joseph Scalfort). Le 16e régiment de dragons est à 242 hommes en 3 escadrons.
- 1806 : Campagne de Prusse et de Pologne
  - 14 octobre : Bataille d'Iéna
- 1807
  - 8 février : Bataille d'Eylau dans la cavalerie de réserve sous les ordres du roi-maréchal Joachim Murat, division Beaumont, brigade La Tour-Maubourg.
- 1813 : Campagne d'Allemagne
  - 16-19 octobre : Bataille de Leipzig
- 1814 : Campagne de France (1814)
- 1815 :Campagne de Belgique, le régiment est composé de quatre escadrons pour un total de 326 hommes, 23 officiers et 303 hommes de troupes. L'unité est intégrée au IVème Corps - 7ème Division de Cavalerie - 2ème Brigade sous les ordres de Gérard[3].
  - 16 juin : Bataille de Ligny
  - 18 juin : Bataille de Wavre

Au retour de la Restauration le régiment est dissous.

### De 1871 à 1914

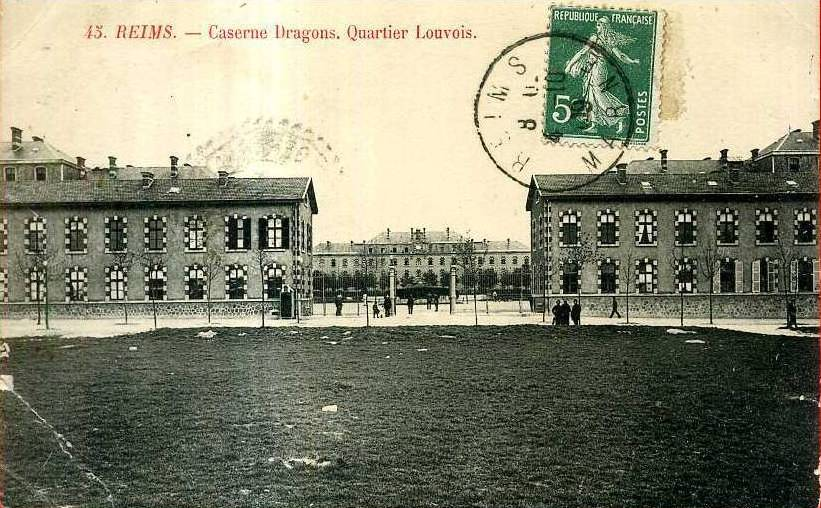
Caserne des Dragons vers 1909, quartier Louvois, Reims.

Le régiment est recréé en 1871 à partir du 4e régiment de lanciers.
- 1873-1883 : en garnison à Cambrai au quartier Mortier[5]
- 1893-1914 : En garnison à Reims ; le 8 mai 1893, le 16e dragons prend possession de la caserne Jeanne-d'Arc (quartier Louvois) à Reims et y restera jusqu'en août 1914.

### Première Guerre mondiale

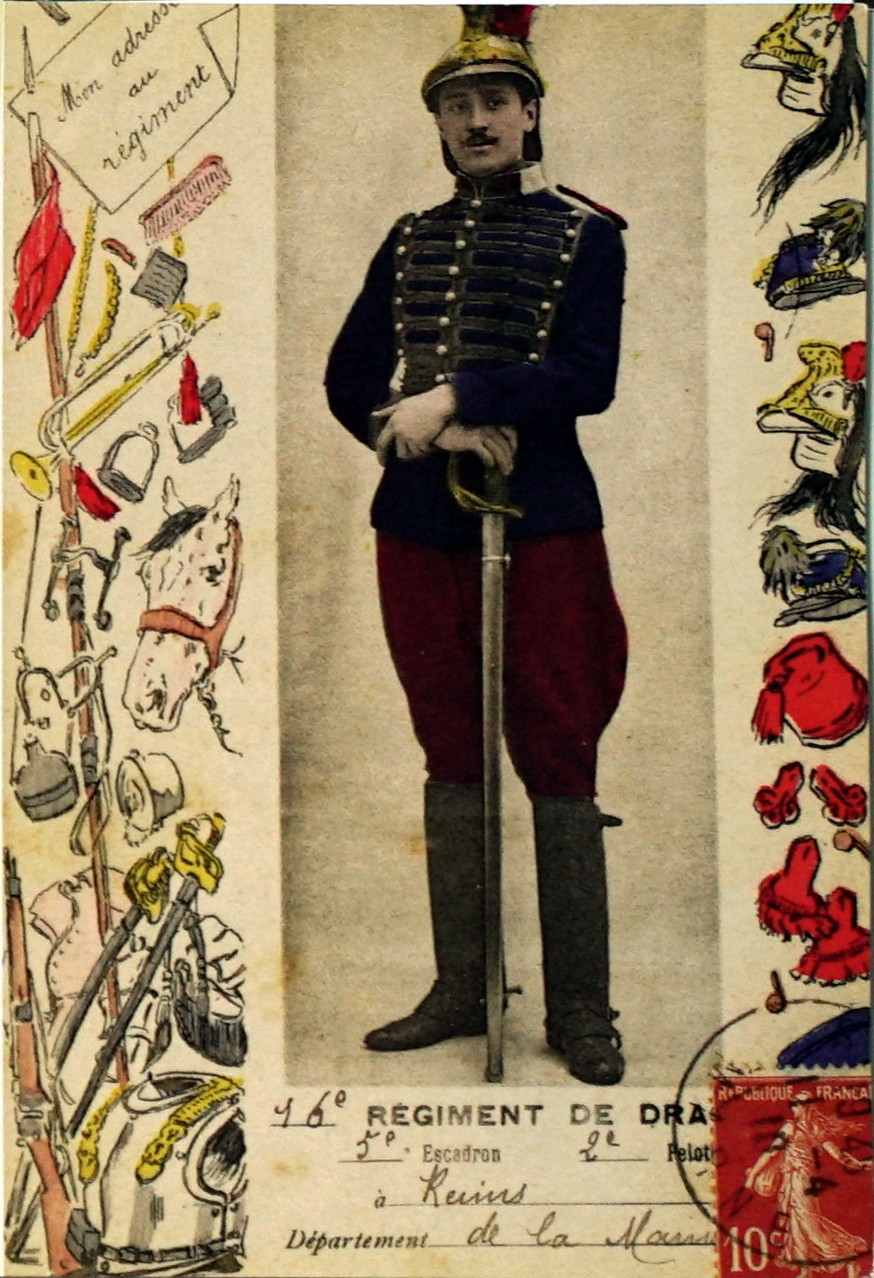
Carte postale souvenir de 1910.

De 1914 à 1918, le régiment fait partie de la 3e brigade de dragons de la 5e division de cavalerie.

#### 1914
- Course à la mer et bataille des Flandres : Steenstrate, Boezinge, Langemark (octobre-novembre)
- Bataille de l'Ourcq.

#### 1915
- Seconde bataille de Champagne

### Entre-deux-guerres

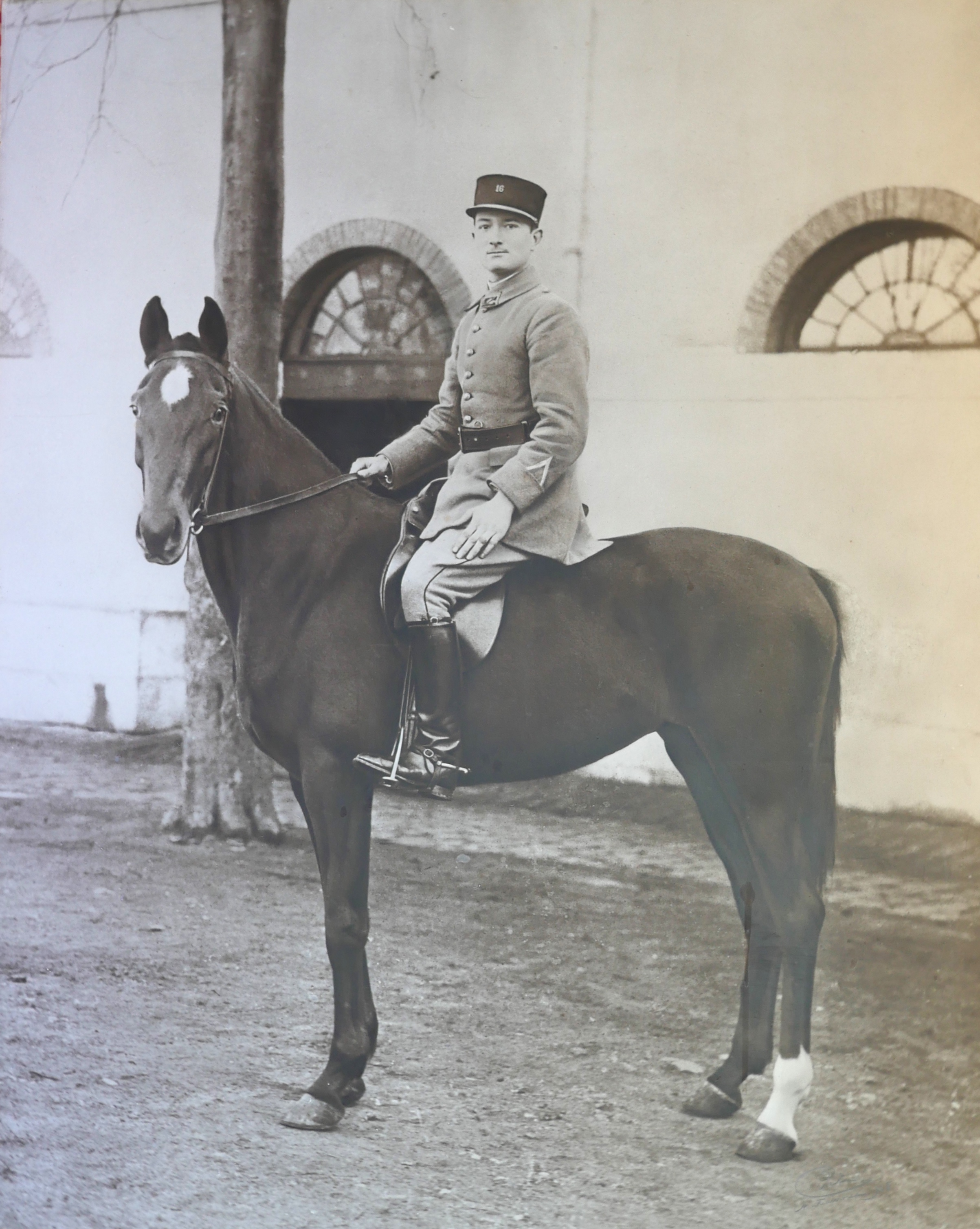
Maréchal des Logis en 1928, Archives personnelles.

À partir de 1923, il fait partie de la 3e brigade de dragons de la 1re division de cavalerie (aussi appelée 1re division légère),. En garnison à Saint-Germain-en-Laye,, il est dissous le 1er novembre 1928.

### Seconde Guerre mondiale
Le régiment est recréé le 17 juin 1940 comme 16e régiment de dragons portés. Il est dissous quelques jours plus tard.

### Après-guerre
Le régiment est recréé en juin 1952 à Haguenau et devient le nouveau régiment de chars de la 2e division d'infanterie (devenue motorisée en mars 1955).
Il embarque en juin 1955 pour Alger, sans ses chars Pershing et AMX-13. Au sein de sa division, il opère de juin 1955 à novembre 1955 en Kabylie, secteur de Bouira, puis de novembre 1955 à mars 1962 dans le Constantinois.
Il retourne en France en avril 1962. Installé à Noyon le 25 avril, il y est dissous le 31 août 1977.

## Étendard
Il porte, cousues en lettres d'or dans ses plis, les inscriptions suivantes :
- La Moskova 1812
- Hanau 1813
- Vauchamps 1814
- Fleurus 1815
- l'Ourcq 1914
- l'Avre 1918
- La Marne 1918

## Décorations
- Sa cravate est décorée de la croix de Guerre 1914-1918  avec 2 palmes et une étoile d'argent.
- La fourragère aux couleurs du ruban de la croix de Guerre 1914-1918
- La médaille d'or de la Ville de Milan

## Insigne
Homologué G.943 en 1952 : Gonfanon de gueules semé de fleurs de lys d'or, au nombre 16, supporté par deux levrettes et surmonté de la devise Nomen laudesque manebunt. En pointe des chiffres 16, la date 1718.

## Personnalités ayant servi au16eRD
- Le major Jean Edouard Henri d'Haubersart (1772-1812) est sous-lieutenant au 16e RD lorsqu'il est blessé à Austerlitz.
- Le colonel Athanase Clément de Ris, comme adjudant-major en 1806.
- Léopold Niel (1846-1918), général de brigade (1897), chef d'escadron au 16e RD en 1888.
- Pierre Charles Cournarie, futur compagnon de la Libération[13] et gouverneur de l'Afrique-Occidentale française, signe à la déclaration de la guerre en août 1914, un engagement volontaire et combat dans la cavalerie, au 16e régiment de dragons.
- Gaston de Gironde, lieutenant, commandant le 2e escadron du 16e dragons, auteur d'une charge de cavalerie (qui lui sera fatale) face à une escadrille allemande, le 9 septembre 1914, à Vivières.
- Jean Nanterre (1907-1996), résistant français, Compagnon de la Libération.
- Jacques Tati, réalisateur : en 1927-1928, il effectue son service militaire à Saint-Germain-en-Laye, dans la cavalerie (16e régiment de Dragons). Il est mobilisé dès septembre 1939 à nouveau au 16e régiment de Dragons.

### Sources et bibliographie
- Casteras-Villemartin (Vicomte de), Historique du 16e régiment de dragons, 1718-1891. Paris, Éditions artistiques militaires Person, 1892, 208 p., illustré de 7 planches en couleurs par le lieutenant Rozat de Mandres.
- Houdecek François, En campagne avec le 16e régiment de dragons, Napoléon Ier magazine, no 25, mars-avril 2004, p. 30-35
- fr, Historique du 16e régiment de dragons : Campagnes 1914-1918, Paris, Chapelot, 1920, 80 p.lire en ligne sur Gallica